# Elton zockt
Elton zockt war eine Rubrik der deutschen Late-Night-Show TV total, die erstmals am 21. Mai 2003 gezeigt wurde. Neben Elton war auch Moderatorin Korinna Kramer dabei. Die letzte Ausgabe Elton zockt im Rahmen von TV total wurde in der vorletzten Sendung am 15. Dezember 2015 gesendet. Daraus ging 2013 die Primetime-Spielshow Elton zockt – Live hervor.

## Erste Sendung
Die erste Ausgabe Elton zockt – Live wurde am Samstag, dem 20. April 2013, ab 20.15 Uhr als mehrstündige Live-Show auf ProSieben gesendet und von Elton moderiert. Die Moderation der Finalspiele übernahm Sandra Rieß, Wolff-Christoph Fuss fungierte als Kommentator. Bei den Außenparts traten Tommy Scheel und Annica Hansen als Co-Moderatoren in Erscheinung.
Wie bei TV total wurden im Vorfeld Passanten gefragt, ob sie gegen Elton zocken wollen. Die Gewinner waren für die Livesendung qualifiziert. Dort wurden dann acht Kandidaten per Zufall ausgewählt und traten in mehreren Duellen gegeneinander an. Der Einsatz in Form von persönlichen Gegenständen stieg mit jeder Spielrunde. In den Duellen konnten jeweils 2.500 Euro gewonnen werden, die quasi vom Unterlegenen übernommen wurden. Wenn ein Kandidat ausstieg, bestand für die Verlierer der Duelle die Chance auf einen Wiedereinstieg. Wurden die qualifizierenden Duelle gewonnen, trat der Kandidat im Finale in maximal drei Spielen gegen Elton an und hatte die Chance, im Falle eines Sieges 100.000 Euro zu gewinnen. Sollte ein Spieler ein Spiel verlieren, würden alle seine gesetzten Gegenstände von einem Vollstrecker, der auf dem Außengelände der Halle steht, zerstört. Zum Beispiel wird ein Fernseher von einer Walze überfahren, ein Anzug wird angezündet, kleinere Traktoren werden mit einem Hammer verschrottet. Es waren grundsätzlich zwei Gegenstände, ein materieller und emotionaler. Beispielsweise ein Anzug und das erste Babyhaar des Sohnes beziehungsweise der Tochter. Sollte ein Spieler das Qualifikationsspiel beim Finale verlieren, sollte ihm eine Glatze rasiert werden. Außerdem konnte ein Spieler aussteigen. Steigen beide Spieler vor dem letzten Spiel vor dem Finale, welches gegen Elton gezockt wird, aus, so erhalten beide 10.000 Euro und es beginnt eine neue Qualifikation. Steigt jedoch der Spieler, der gegen Elton zocken sollte, aus, erhält dieser 20.000 Euro und es wird wieder eine Finalqualifikation gespielt; es wird nachgerückt. Danach muss nochmals das Finale gegen den anderen Spieler gespielt werden und zu guter Letzt gegen Elton. Elton kann nichts verlieren, wenn er sein Spiel verliert.
Die für vier Stunden angesetzte Premieren-Sendung dauerte 1:15 Stunden länger und endete somit um 1:30 Uhr. Sie erreichte 1,25 Mio. Zuschauer von 14 bis 49 Jahren. Während des Spiels Skyball kam es zu einem technischen Ausfall, sodass die Spielrunde vorzeitig beendet werden musste. Die Süddeutsche Zeitung bemängelte das „Konzept“ der ersten Folge der Sendung und dass Elton mit der Moderation „überfordert“ gewesen sei.

## Zweite Sendung
Die zweite Show wurde mit neuem Konzept am 7. Dezember 2013 gesendet, die Moderation übernahm Annica Hansen. Die Kandidaten mussten sich nun online bewerben und ihren Spieleinsatz ankündigen. Es wurden drei Kandidaten ausgewählt, die nicht mehr gegeneinander spielen, sondern nacheinander gegen Elton.
Insgesamt gab es 13 Spiele. Pro Spiel konnten die Kandidaten 2500 Euro gewinnen; die Reihenfolge der Spieler wurde ausgelost. Spieler 1 begann und musste einer seiner vier Gegenstände setzen. Im Falle eines Sieges konnte der Spieler entscheiden, ob er ein in einem weiteren Spiel gegen Elton antreten möchte, oder er den eingesetzten Gegenstand sicherte. Sofern der Spieler den Gegenstand sicherte, erhielt er das bis dahin erspielte Geld ausgezahlt und seinen Gegenstand zurück. Wenn der Spieler erneut gegen Elton antrat, konnte er denselben Gegenstand nicht erneut setzen. Im Falle einer Niederlage gegen Elton verlor der Spieler das bis dato erspielte Geld (sofern er nicht bereits eine Geldsumme gesichert hatte) und der eingesetzte Gegenstand wurde von dem „Vollstrecker“ entweder zerstört oder verschenkt. Anschließend trat der nächste Spieler gegen Elton an. Ein Spieler war also so lange gegen Elton an der Reihe, bis dieser freiwillig aufhörte, um sein erspieltes Geld und seinen gesetzten Gegenstand zu sichern oder der Spieler ein Duell verlor.
Das 13. und letzte Spiel war ein Finalspiel, bei welchem der Gewinner des 12. Spieles um 100.000 Euro gegen Elton spielen durfte. Im Falle einer Niederlage, hatte der nächste Spieler die Möglichkeit das Finalspiel gegen Elton zu spielen. Im Gegensatz zur ersten Sendung, bestimmten die Kandidaten die Einsätze, bzw. die Gegenstände, die sie setzten, selbst.
Die zweite Ausgabe überzog 25 Minuten und endete somit um 0:40 Uhr.